# شومشو
شومشو (روسی: Шумшу; ژاپنی: 占守島; آینو: スㇺス) شرقی‌ترین و دومین-شمالی‌ترین جزیره زنجیره‌ای جزایر کوریل است که دریای اختسک را از شمال غربی اقیانوس آرام جدا می‌کند. نام این جزیره از زبان آینو گرفته شده است که به معنای جزیره خوب است. 
این جزیره به واسطه آبراهه‌ای بسیار باریک به نام تنگه دوم کوریل در ۲٫۵ کیلومتری شمال شرقی از جزیره پاراموشیر جدا شده، و نوک شمالی آن ۱۱ کیلومتر از دماغه لوپاتکا در نوک جنوبی شبه‌جزیره کامچاتکا فاصله دارد. جمعیت فصلی این جزیره حدود ۱۰۰ نفر است.